# Ich elender Mensch, wer wird mich erlösen, BWV 48

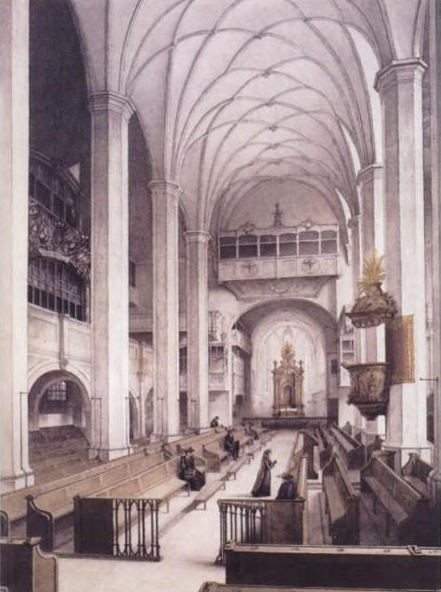
Thomaskirche, Leipzig.

Ich elender Mensch, wer wird mich erlösen, BWV 48 (Pobre de mí, quién me librará) es una cantata de iglesia escrita por Johann Sebastian Bach en Leipzig para el decimonoveno domingo después de la Trinidad y estrenada el 3 de octubre de 1723.

## Historia
Bach compuso esta obra durante su primer año como Thomaskantor en Leipzig para el decimonoveno domingo después de la Trinidad. Forma parte de su primer ciclo anual de cantatas. La cantata fue interpretada por primera vez el 3 de octubre de 1723.

## Análisis

### Texto
Las lecturas establecidas para ese día eran de la epístola a los efesios, "vestíos del nuevo hombre, creado según Dios" (Efesios 4:22-28), y del evangelio según San Mateo, la curación del paralítico en Cafarnaúm (Mateo 9:1-8).
El primer movimiento está escrito sobre las palabras de la epístola a los romanos Romanos 7:24, subrayando la necesidad del pecador de redención. El poeta desconocido vio en el alma una necesidad mayor de rescate que en el cuerpo, lo cual se afirma en el coral que se utiliza como movimiento 3, el cuarto verso del himno "Ach Gott und Herr" escrito por Martin Rutilius en 1604. Después de contemplar ideas basadas en Salmos 88:11 y 2 Corintios 12:9, concluye la cantata con la esperanza, expresada en el coral final "Herr Jesu Christ, einiger Trost", el decimosegundo verso de "Herr Jesu Christ, ich schrei zu dir" (Friburgo, 1620).

### Instrumentación
La obra está escrita para dos solistas vocales (alto y tenor) y un coro a cuatro voces; trompeta, dos oboes, dos violines, viola y bajo continuo.

### Estructura
Consta de siete movimientos.
1. Coro: Ich elender Mensch, wer wird mich erlösen
2. Recitativo (alto): O Schmerz, o Elend, so mich trifft
3. Coral: Solls ja so sein
4. Aria (alto): Ach, lege das Sodom der sündlichen Glieder
5. Recitativo (tenor): Hier aber tut des Heilands Hand
6. Aria (tenor): Vergibt mir Jesus meine Sünden
7. Coral: Herr Jesu Christ, einiger Trost

En el coro inicial aparece una melodía instrumental del coral. Puede hacer referencia a las palabras "Herr Jesus Christ, du höchstes Gut", pero también crea una conexión con el coral final, que se cantaba sobre esa misma melodía, y por tanto, podía citar su primer verso. Este cantus firmus del coral es interpretado por la trompeta en canon con los oboes. La cuerda presenta temas en la introducción instrumental que más tarde se usarán como contrasujeto a los temas de lamentación de las voces.
En el recitativo para alto, acompañado por la cuerda, la voz de contralto asume el papel de alma afligida. La introducción mediante poderosas caídas de intervalos descendentes transmite las sensaciones del dolor y la miseria que aparecen recogidas en el texto. Las cuerdas de sustentación comienzan y terminan en modos mayores, aunque la línea vocal parece más cómoda en las oscuras tonalidades de fa menor y si bemol menor.
El coral que viene a continuación concluye las ideas de la primera sección en una armonización expresiva. Indudablemente la razón de la aparición inesperada de un simple coral a cuatro voces en este momento se encuentra en el texto: "si tiene que ser que el dolor y el castigo sigan al pecado, permitidme hacer mi penitencia aquí en vez de en el cielo".
Un carácter diferente prevalece en la siguiente aria, la voz y el oboe son compañeros en igualdad de condiciones en la petición de excusar al alma. En la última aria el tenor va acompañado por la cuerda y el oboe, la música está dominada por un ritmo cadencioso que va cambiando entre los compases de 3/4 y 3/2.

## Discografía selecta
De esta pieza se han realizado una serie de grabaciones entre las que destacan las siguientes.
- 1973 – Die Bach Kantate Vol. 51 BWV 99, 8, 27, 48. Helmuth Rilling, Gächinger Kantorei, Bach-Collegium Stuttgart, Marga Höffgen, Aldo Baldin (Hänssler)
- 1974 – J.S. Bach: Das Kantatenwerk Vol. 5. Nikolaus Harnoncourt, Wiener Sängerknaben, Concentus Musicus Wien, Paul Esswood, Kurt Equiluz (Teldec)
- 1998 – J.S. Bach: Complete Cantatas Vol. 9. Ton Koopman, Amsterdam Baroque Orchestra & Choir, Bernhard Landauer, Christoph Prégardien (Antoine Marchand)
- 2000 – Bach Cantatas Vol. 10. John Eliot Gardiner, Monteverdi Choir, English Baroque Soloists, William Towers, James Gilchrist (Soli Deo Gloria)
- 2000 – J.S. Bach: Cantatas  Vol. 14 BWV 48, 89, 109, 148. Masaaki Suzuki, Bach Collegium Japan, Yukari Nonoshita, Daniel Taylor, Makoto Sakurada, Peter Kooy (BIS)
- 2011 – Bach: Wie schön leuchtet der Morgenstern. BWV 1, 48, 78 & 140, Karl-Friedrich Beringer, Windsbacher Knabenchor, Deutsche Kammer-Virtuosen Berlin, Sibylla Rubens, Rebecca Martin, Markus Schäfer, Klaus Mertens (Sony Music)